# Агиос Димитриос (дем Ригас Фереос)
Вижте пояснителната страница за други значения на Агиос Димитриос.
Агиос Димитриос (на гръцки: Άγιος Δημήτριος) със старо име до 1928 г. Куслар (на гръцки: Κουσλάρ; Ουσλάρ) е полупланинско село на 30 км западно от Волос в Магнезия, Тесалия. Намира се южно в близост до железопътната линия Пирея – Солун.